# Opsiphanes
Opsiphanes är ett släkte av fjärilar som beskrevs av Edward Doubleday 1849. Opsiphanes ingår i familjen praktfjärilar.

## Dottertaxa tillOpsiphanes, i alfabetisk ordning[1][2]
- Opsiphanes aequatorialis
- Opsiphanes agasthenes
- Opsiphanes amplificatus
- Opsiphanes angostura
- Opsiphanes aspherus
- Opsiphanes augeias
- Opsiphanes aurivillii
- Opsiphanes badius
- Opsiphanes bassus
- Opsiphanes batea
- Opsiphanes beata
- Opsiphanes berchmansi
- Opsiphanes bogotanus
- Opsiphanes boisduvalii
- Opsiphanes bolivianus
- Opsiphanes camena
- Opsiphanes cassiae
- Opsiphanes cassiculus
- Opsiphanes cassina
- Opsiphanes castaneus
- Opsiphanes catharinae
- Opsiphanes cauca
- Opsiphanes cherocles
- Opsiphanes chiriquensis
- Opsiphanes corrosus
- Opsiphanes crameri
- Opsiphanes cuspidatus
- Opsiphanes decentius
- Opsiphanes didymaon
- Opsiphanes dubia
- Opsiphanes erebus
- Opsiphanes euchlaena
- Opsiphanes fabricii
- Opsiphanes farrago
- Opsiphanes gainas
- Opsiphanes glaukias
- Opsiphanes glycerie
- Opsiphanes incolumis
- Opsiphanes intermedius
- Opsiphanes invirae
- Opsiphanes isagoras
- Opsiphanes kleisthenes
- Opsiphanes latifascia
- Opsiphanes ledon
- Opsiphanes lucullus
- Opsiphanes luteipennis
- Opsiphanes lutescentefasciatus
- Opsiphanes merianae
- Opsiphanes meridionalis
- Opsiphanes mesomerista
- Opsiphanes mutatus
- Opsiphanes mylasa
- Opsiphanes nicandrus
- Opsiphanes notandus
- Opsiphanes numatius
- Opsiphanes obidonus
- Opsiphanes oculata
- Opsiphanes oresbios
- Opsiphanes panormus
- Opsiphanes periphetes
- Opsiphanes peruanus
- Opsiphanes philon
- Opsiphanes phrataphernes
- Opsiphanes phylas
- Opsiphanes praegrandis
- Opsiphanes profana
- Opsiphanes pseudocassiae
- Opsiphanes pseudophilon
- Opsiphanes pseudospadix
- Opsiphanes pudicus
- Opsiphanes quaestor
- Opsiphanes quirinalis
- Opsiphanes quirinus
- Opsiphanes quiteria
- Opsiphanes rectifasciata
- Opsiphanes relucens
- Opsiphanes remoliatus
- Opsiphanes rubigatus
- Opsiphanes sallei
- Opsiphanes saronia
- Opsiphanes sikyon
- Opsiphanes spadix
- Opsiphanes sticheli
- Opsiphanes strophios
- Opsiphanes subsericeus
- Opsiphanes tamarindi, Tamarindfjäril
- Opsiphanes terenzius
- Opsiphanes wilhelminae
- Opsiphanes xiphos
- Opsiphanes zelotes
- Opsiphanes zelus
- Opsiphanes zelys

## Bildgalleri

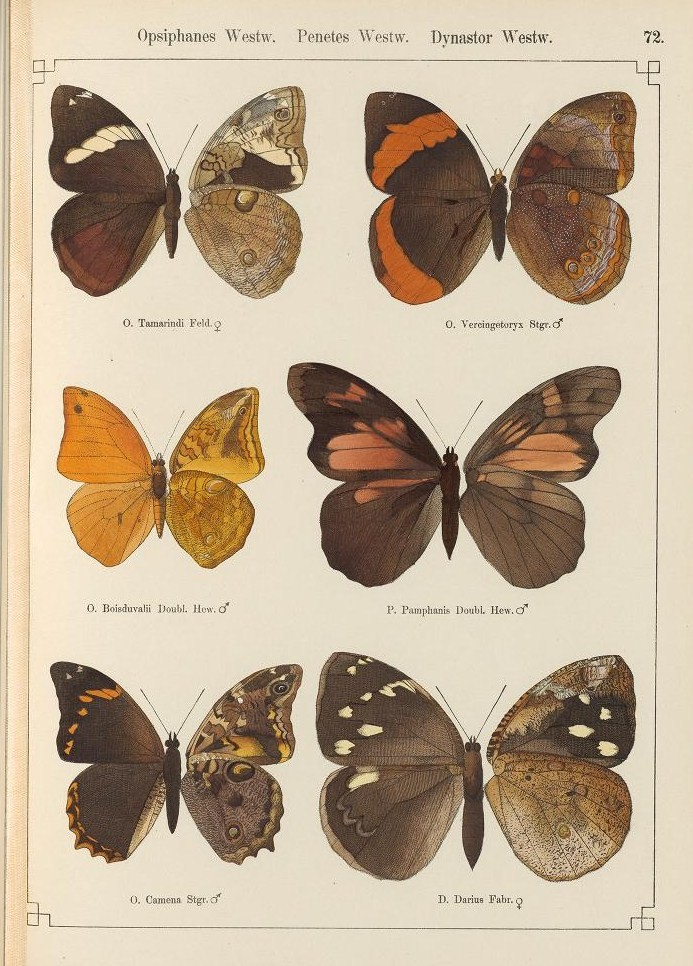
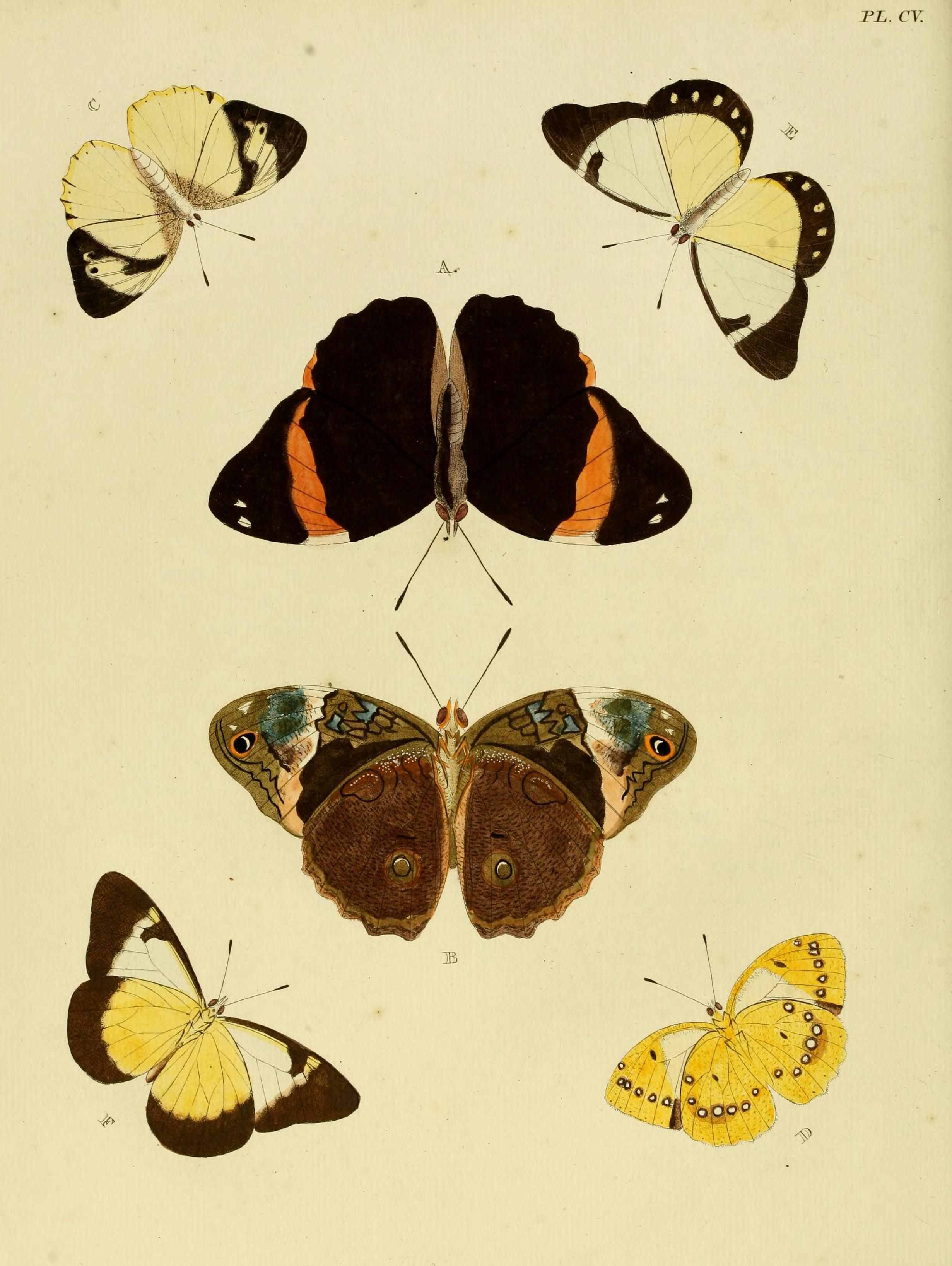
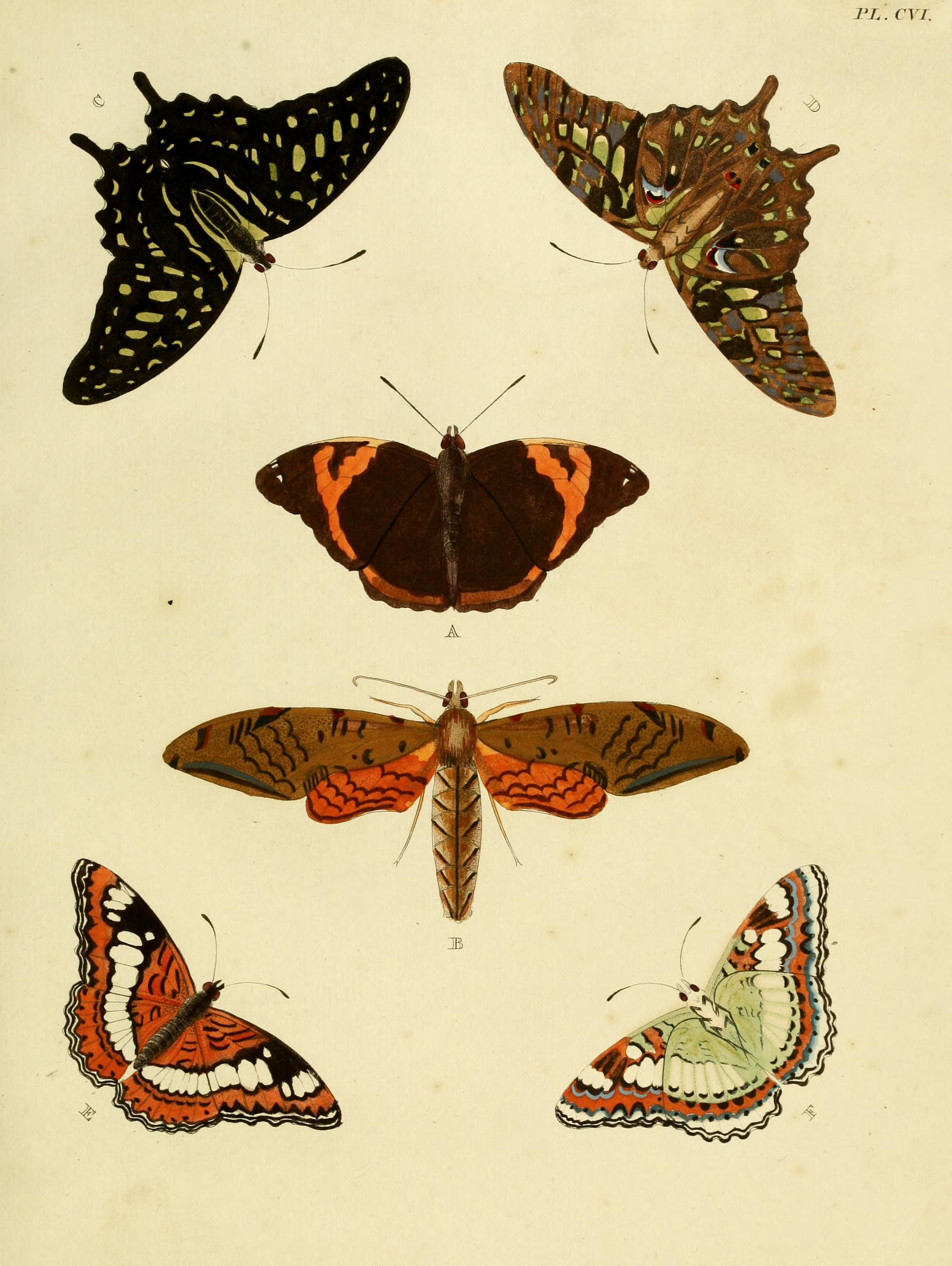
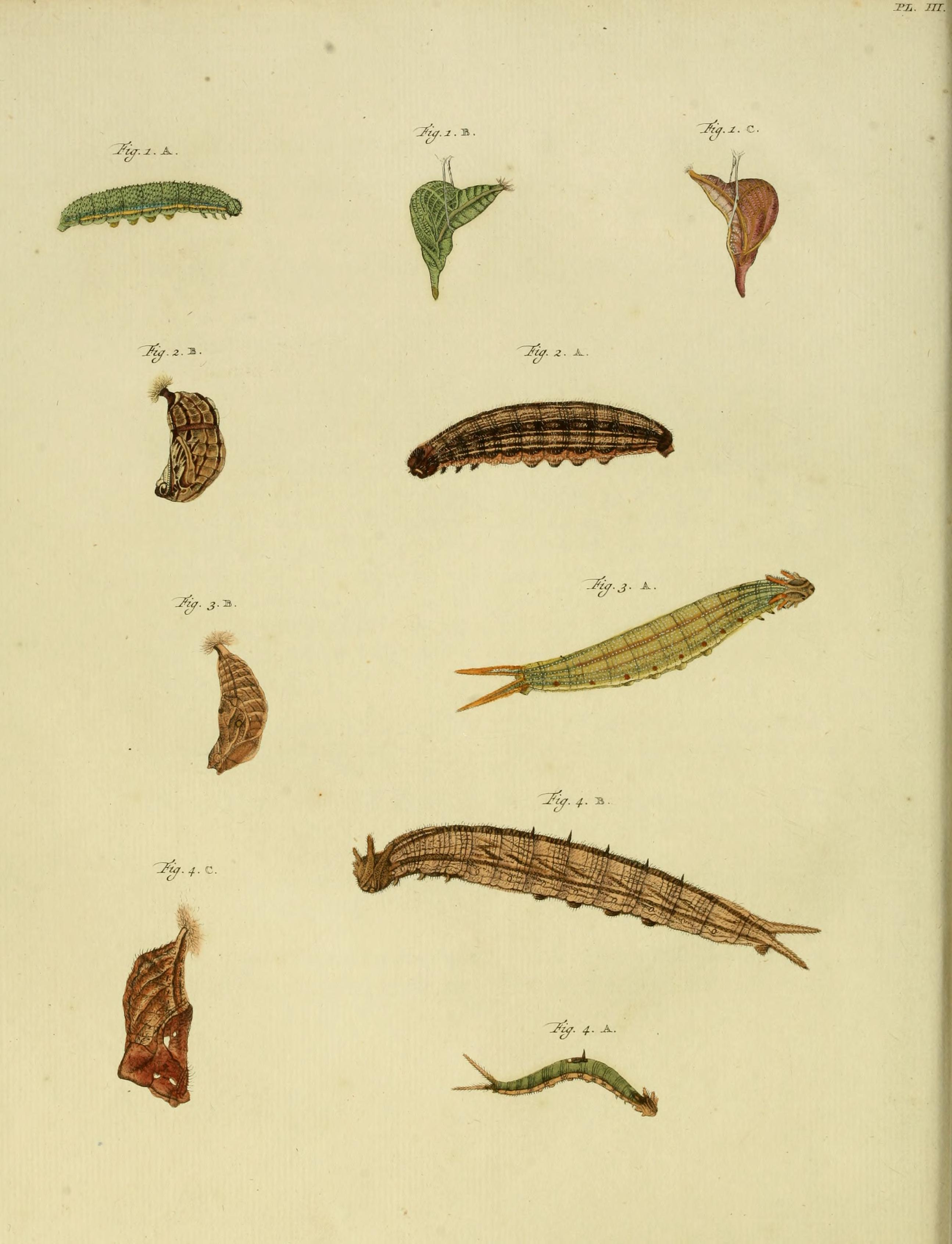
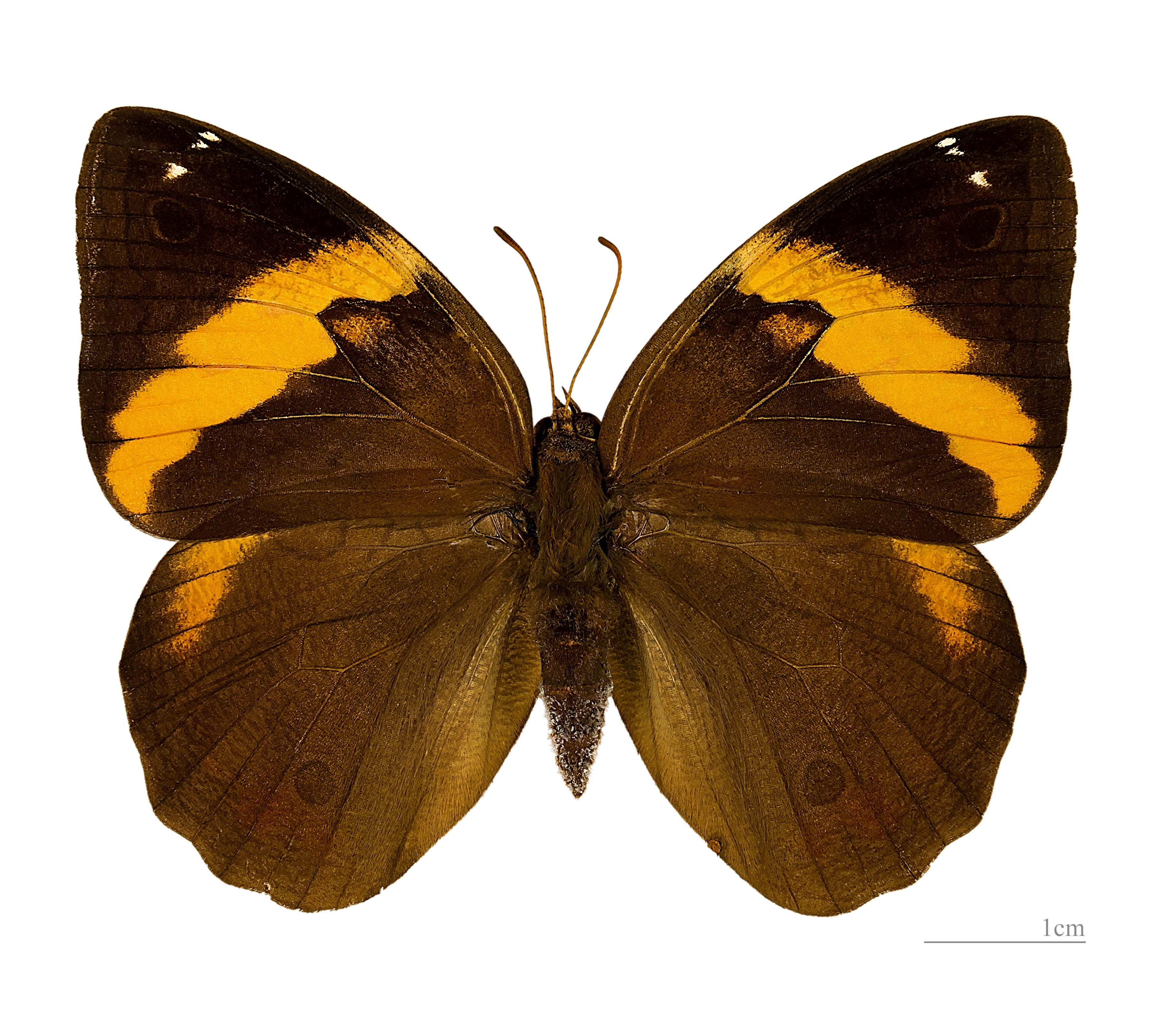
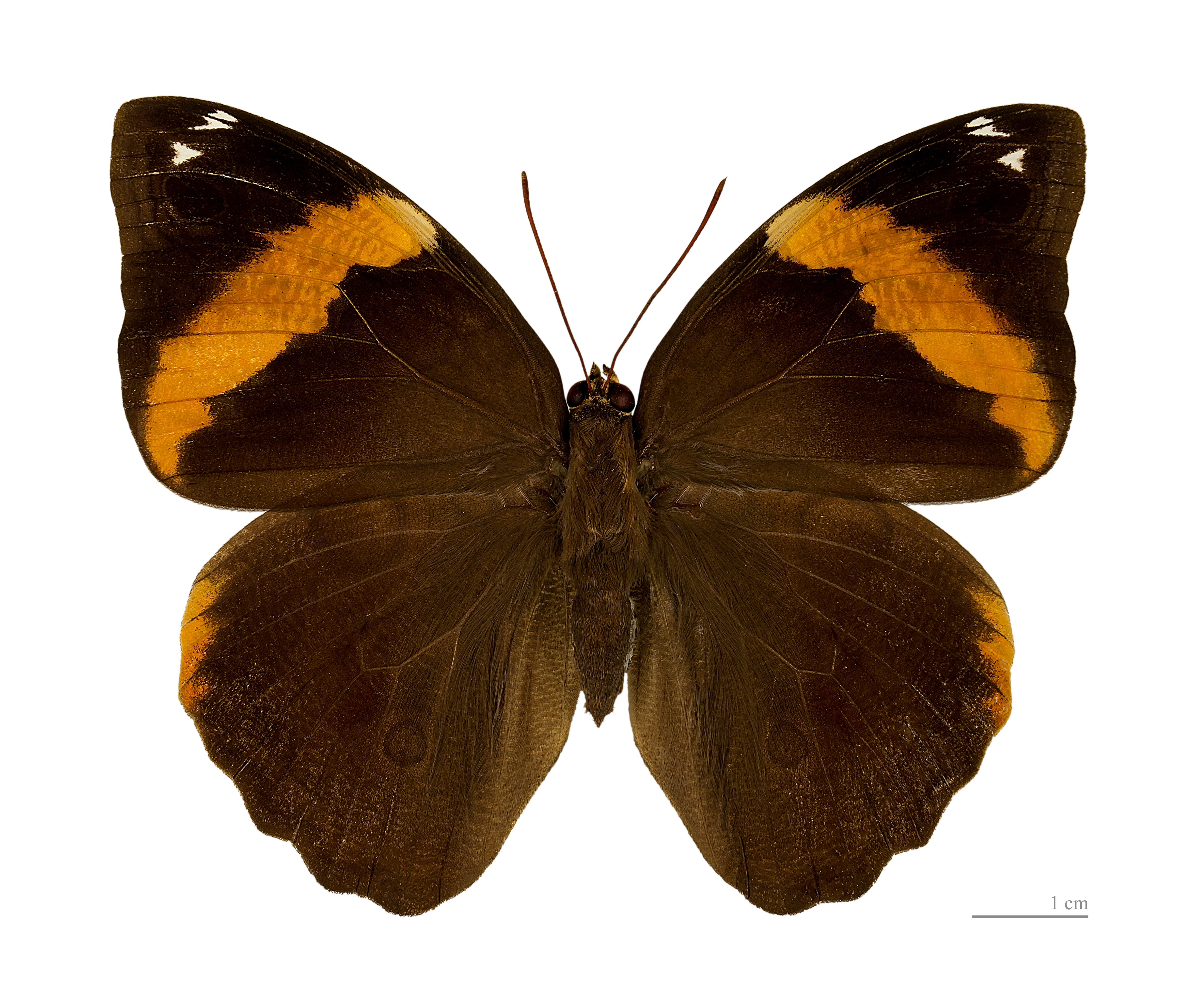